# 猪熊兼繁
猪熊 兼繁（いのくま かねしげ、1902年7月1日 - 1979年1月7日）は、日本の歴史学者、国学者。京都大学名誉教授。専門は日本法制史。

## 経歴
京都府京都市生まれ。父は有職故実学者の猪熊浅麻呂。祖父の猪熊夏樹は白鳥神社の10代宮司・宮中進講（皇族のための教師）。兄に猪熊兼幹。子に猪熊兼勝。甥に猪熊兼年。孫に猪熊兼樹。
旧制第三高等学校文科乙類を経て、1928年に京都帝国大学法学部を卒業。1962年「倭国法研究序説」で京都大学より法学博士の学位を取得。
1947年京都大学法学部教授となり、1966年退官。
家学である有識故実の研究にも従事。京都の葵祭や時代祭、都をどりなどの時代考証を行った。

## 著書
- 『法史学』（世界思想社、1952年）
- 『日本生活史』（世界思想社、1952年／改訂版 至文堂 日本歴史新書、1966年）
- 『家庭生活の歴史』（東洋経済新報社、1953年）
- 『法史学素描』（三和書房、1955年）
- 『古代の服飾』（至文堂 日本歴史新書、1962年）

## 出演
- 天皇の世紀（1973年-1974年）、考証インタビューで協力